# Reação de Hofmann-Löffler
A reação de Hofmann-Löffler ou reação de Hofmann-Löffler-Freytag é uma reação orgânica na qual um haloamina é convertida em uma amina cíclica tal como uma pirrolidina com aquecimento e um ácido 
Um exemplo é a síntese de n-butilpirrolidina 
O tipo desta reação é uma substituição de radical. No primeiro passo o átomo de halogênio migra do nitrogênio para uma posição gama ou delta em uma reação de rearranjo.
Um reação conceitualmente relacionada é a reação de Barton.